# Marcus (Washington)
Marcus es un pueblo ubicado en el condado de Stevens en el estado estadounidense de Washington. En el año 2000 tenía una población de 117 habitantes y una densidad poblacional de 191,2 personas por km².

## Geografía
Marcus se encuentra ubicada en las coordenadas 48°39′51″N 118°3′51″O / 48.66417, -118.06417.

## Demografía
Según la Oficina del Censo en 2000 los ingresos medios por hogar en la localidad eran de $27.500, y los ingresos medios por familia eran $31.250. Los hombres tenían unos ingresos medios de $30.417 frente a los $22.500 para las mujeres. La renta per cápita para la localidad era de $10.798. Alrededor del 28,4% de la población estaban por debajo del umbral de pobreza.